# Alatsinainy Bakaro
Alatsinainy Bakaro – miejscowość i gmina (kaominina) w dystrykcie Andramasina, w regionie Analamanga na Madagaskarze.

## Geografia
Miejscowość położona jest około 50 km na południowy wschód od Antananarywy. Znajduje się tu kościół oraz szkoły podstawowa i średnia.

## Demografia i ekonomia
W 2001 roku oszacowano liczbę jego mieszkańców na 26 339. 87% ludności pracującej trudni się rolnictwem. Główną rośliną uprawną jest tu ryż. Ponadto uprawia się pomarańcze i maniok. 10% zatrudnionych jest w usługach.